# Steatocranus casuarius
Espèce
Statut de conservation UICN

 LC  : Préoccupation mineure
Steatocranus casuarius est une espèce de poissons Perciformes  qui appartient à la famille des Cichlidae. C'est une espèce fluviatile (n'appartenant pas aux grands lacs), endémique de l'Afrique.

## Galerie des images

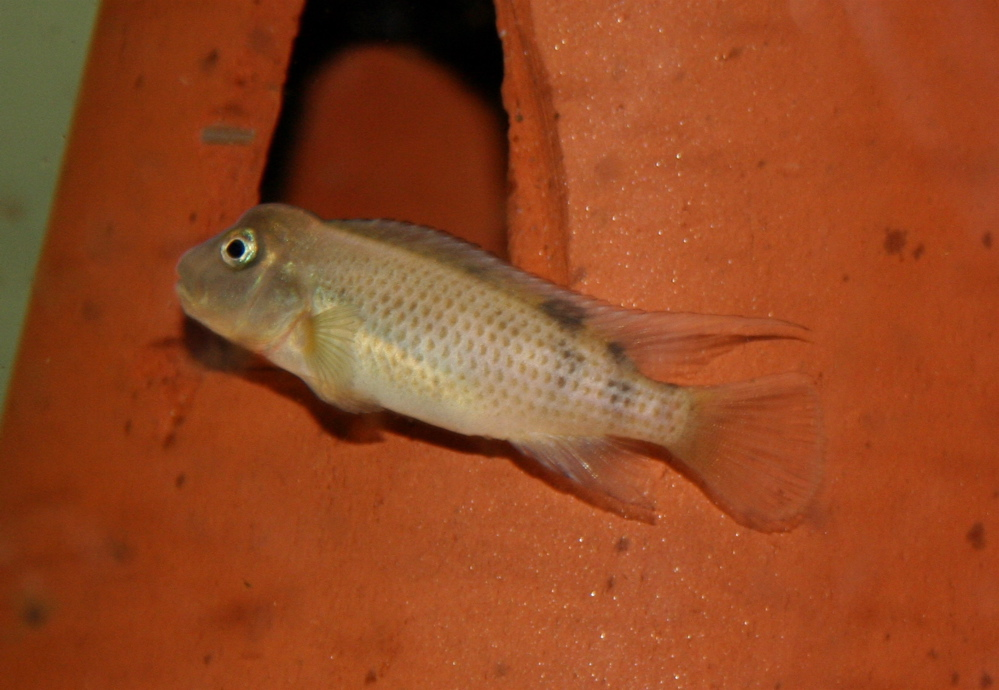
Steatocranus casuarius femelle